# Чемпионат мира по тяжёлой атлетике 1911 (III)
В 1911 году чемпионат мира по тяжёлой атлетике проводился четырежды: в Штутгарте, Берлине, Дрездене (все — Германия) и Вене (Австро-Венгрия). 17-й Чемпионат мира по тяжёлой атлетике прошёл 26 июня в Дрездене.

## Общий медальный зачёт
| Место | Страна     | Золото | Серебро | Бронза | Всего |
| ----- | ---------- | ------ | ------- | ------ | ----- |
| 1     | Германия   | 3      | 2       | 3      | 8     |
| 2     | Австрия    | 1      | 0       | 1      | 2     |
| 3     | Нидерланды | 0      | 2       | 0      | 2     |
| всего | всего      | 4      | 4       | 4      | 12    |

## Медалисты
| Вес         | Золото                     | Серебро                      | Бронза                   |
| ----------- | -------------------------- | ---------------------------- | ------------------------ |
| До 60 кг    | Рудольф Тамме (Германия)   | Освальд Грет (Германия)      | Георг Вайсбек (Германия) |
| До 70 кг    | Альберт Майер (Германия)   | Николаус Винклер (Германия)  | Макс Кемпе (Германия)    |
| До 80 кг    | Ханс Абрахам (Германия)    | Бертье Беркулон (Нидерланды) | Аугуст Штюбнер (Австрия) |
| Свыше 80 кг | Бертольд Тандлер (Австрия) | Антон Доррегест (Нидерланды) | Херман Геслер (Германия) |

## Ссылка
- Статистика Международной федерации тяжёлой атлетики